# Boni Haruna
Boni Haruna, född 1958, var guvernör i Adamawa, Nigeria, mellan 29 maj 1999 och 29 maj 2007.